# LAM Mozambique Airlines-vlucht 470
De ramp met LAM Mozambique Airlines Vlucht 470 was een luchtvaartongeval dat plaatsvond op 29 november 2013 toen een Embraer 190 van de luchtvaartmaatschappij Mozambique Airlines vermist raakte tijdens een internationale passagiersvlucht van Maputo International Airport in Mozambique naar Quatro de Fevereiro Airport in Angola. De volgende dag werden de resten van het toestel gevonden in het Bwabwata National Park in het noorden van Namibië, ongeveer halverwege de route. Alle 33 inzittenden (27 passagiers en 6 bemanningsleden) kwamen om.
Het onderzoek door het Civil Aviation Institute in Mozambique wees uit dat de piloot het vliegtuig zeer waarschijnlijk opzettelijk heeft laten neerstorten. Uit de zwarte dozen bleek dat de vlieghoogte en -snelheid van de automatische piloot dusdanig waren afgesteld dat het vliegtuig met grote snelheid richting de grond vloog. Ook bleek uit de cockpitvoicerecorder dat de copiloot, die de cockpit had verlaten om naar het toilet te gaan, ondanks "gebonk op de deur en geroep om terug de cockpit in te komen", niet meer werd binnengelaten. Het onderzoek wees verder uit dat de piloot persoonlijke problemen had: het proces rond zijn scheiding was na tien jaar nog altijd niet voltooid, zijn jongste dochter had kort voor de ramp een hartoperatie ondergaan, en zijn zoon was verongelukt tijdens een auto-ongeluk op 21 november 2012, waarbij zelfmoord werd vermoed; de piloot heeft de begrafenis niet bijgewoond.

## Air Crash Investigation
De crash stond centraal in de aflevering Cockpit Killer in het twintigste seizoen van het televisieprogramma Air Crash Investigation. 